# Sprawiedliwość na 18 kołach
Sprawiedliwość na 18 kołach (tytuł oryg. 18 Wheels of Justice) – amerykański serial telewizyjny pierwotnie emitowany w latach 2000–2001.
Powstało czterdzieści pięć odcinków, z których jeden – z premierą datowaną oryginalnie na 29 marca 2000 roku – ostatecznie nie został wyemitowany. Zrealizowano także odcinek specjalny, przedstawiający kulisy powstawania serialu.
Serial kręcono w San Diego w stanie Kalifornia.

## Obsada
- Lucky Vanous – Michael Cates alias Chance Bowman
- G. Gordon Liddy – Jacob Calder
- Lisa Thornhill – agent Celia „Cie” Baxter
- Mike White – Lozano
- Billy Dee Williams – Burton Hardesty
- Alex Datcher – agent specjalny Debra Cutler
- Sandra Hess – Katie Caldwell
- Jay Acovone – agent Billingsley
- Stephen Snedden – Kevin Haggerty
- Robia LaMorte – Mauren

## Opis fabuły
Agent federalny Michael Cates przenika do struktur groźnej organizacji przestępczej. Gromadzi dowody obciążające jej szefa – nieuchwytnego dotąd Jacoba Caldera. Wkrótce ma zeznawać w procesie gangstera. Calder za wszelką cenę chce uniknąć odpowiedzialności za swoje grzechy, w związku z czym postanawia zabić niewygodnego świadka. Organizuje zamach bombowy, w którym giną żona i córka agenta. Cates cudem uchodzi z życiem. Poprzysięga gangsterowi słodką zemstę. Decyduje się skorzystać z programu ochrony świadków. Zmienia tożsamość i znajduje sobie nietypową kryjówkę – odtąd jego domem zostaje potężna, osiemnastokołowa ciężarówka. Cates podróżuje nią po całym kraju oraz spotyka ludzi, którzy potrzebują jego pomocy.

## Spis odcinków
| N/o            | Tytuł polski                 | Tytuł angielski                |
| -------------- | ---------------------------- | ------------------------------ |
|                |                              |                                |
| SERIA PIERWSZA |                              |                                |
|                |                              |                                |
| 01             |                              | Genesis                        |
|                |                              |                                |
| 02             |                              | Key to the Highway             |
|                |                              |                                |
| 03             |                              | Mr. Invisible                  |
|                |                              |                                |
| 04             |                              | Showdown                       |
|                |                              |                                |
| 05             |                              | Triple Play                    |
|                |                              |                                |
| 06             |                              | Prize Possession               |
|                |                              |                                |
| 07             |                              | Ordeal                         |
|                |                              |                                |
| 08             |                              | Through a Glass Darkly         |
|                |                              |                                |
| 09             | Przed wybuchem               | The Fire Next Time             |
|                |                              |                                |
| 10             |                              | Games of Chance                |
|                |                              |                                |
| 11             | Śmierć i odwet               | Two Eyes for an Eye            |
|                |                              |                                |
| 12             | Łatwa forsa                  | Smuggler's Blues               |
|                |                              |                                |
| 13             | Przyjaźń z wojska            | Ranger's Chance                |
|                |                              |                                |
| 14             | Kara za grzechy              | Wages of Sin                   |
|                |                              |                                |
| 15             | Droga do piekła              | Road to Hell                   |
|                |                              |                                |
| 16             | Tajemnica Marvina            | There's Something About Marvin |
|                |                              |                                |
| 17             | Niespodziewana pomoc         | Outside Chance                 |
|                |                              |                                |
| 18             | Stare blizny                 | Sleeping Dragons               |
|                |                              |                                |
| 19             |                              | Con Truck                      |
|                |                              |                                |
| 20             | Więzy krwi                   | Legacy of Blood: Part 1        |
|                |                              |                                |
| 21             | Pułapka                      | Caged: Part 2                  |
|                |                              |                                |
| 22             | Prawda                       | Revelation: Part 3             |
|                |                              |                                |
| SERIA DRUGA    |                              |                                |
|                |                              |                                |
| 23             | Okruchy przeszłości          | Shattered Images               |
|                |                              |                                |
| 24             | Taniec z diabłem             | Dance with the Devil           |
|                |                              |                                |
| 25             | Miłość na śmierć i życie     | Amore...Omerta                 |
|                |                              |                                |
| 26             | Stare dzieje                 | Old Wives' Tale                |
|                |                              |                                |
| 27             | Czcij ojca swego             | Honor Thy Father               |
|                |                              |                                |
| 28             | Napad                        | Criminal Trespass              |
|                |                              |                                |
| 29             | Na Południe od El Paso       | Just South of El Paso          |
|                |                              |                                |
| 30             | Piękne wozy, szybkie kobiety | Hot Cars, Fast Women           |
|                |                              |                                |
| 31             | Wyścig z czasem              | Countdown                      |
|                |                              |                                |
| 32             | Powrót do przeszłości        | Past Imperfect                 |
|                |                              |                                |
| 33             | Niewłaściwe miejsce i czas   | Wrong Place, Wrong Time        |
|                |                              |                                |
| 34             | Szczyt odwagi                | A Place Called Defiance        |
|                |                              |                                |
| 35             |                              | Come Back, Little Diva         |
|                |                              |                                |
| 36             | Przerwa w życiorysie         | Slight of Mind                 |
|                |                              |                                |
| 37             | Dziewczyny ze snu            | Dream Girls                    |
|                |                              |                                |
| 38             | Klatka                       | The Cape                       |
|                |                              |                                |
| 39             | Granica                      | MCrossing the Line             |
|                |                              |                                |
| 40             |                              | A Family Upside Down           |
|                |                              |                                |
| 41             |                              | Once a Thief                   |
|                |                              |                                |
| 42             | Gra                          | The Game                       |
|                |                              |                                |
| 43             | Przeczucie                   | Second Sense                   |
|                |                              |                                |
| 44             | Przesłuchanie                | The Interrogation              |
|                |                              |                                |